# Novovoskresenske, Novovoronțovka
Novovoskresenske (în ucraineană Нововоскресенське) este o comună în raionul Novovoronțovka, regiunea Herson, Ucraina, formată numai din satul de reședință.

## Demografie
Componența lingvistică a comunei Novovoskresenske
     Ucraineană (96,14%)
     Rusă (2,99%)
     Alte limbi (0,86%)
Conform recensământului din 2001, majoritatea populației comunei Novovoskresenske era vorbitoare de ucraineană (96,14%), existând în minoritate și vorbitori de rusă (2,99%).